# Aromia moschata rosarum
Aromia moschata rosarum es una subespecie de escarabajo longicornio del género Aromia, tribu Callichromatini, subfamilia Cerambycinae. Fue descrita científicamente por Lucas en 1847.
La especie se mantiene activa durante el mes de junio.

## Descripción
Mide 25-30 milímetros de longitud.

## Distribución
Se distribuye por Argelia.